# Інну
Інну  — індіанський народ з групи американоїдів-алгонкінів, що проживає у східні частині Канади. Поділяється на два субетноси — монтаньє та наскапі. Інну називають свої землі Нітассінан. Інну перекладається як «народ».

## Історія

Прапор інну

Згідно з археологічними дослідженнями, території, які займає інну, були заселені ними щонайменше 5200 років тому. Безпосередньо племена інну з'явилися на цих землях близько 500 року до н. е. Ймовірно, перші контакти цього народу з європейцями, конкретно з вікінгами, мали місце ще в X ст. Згодом під час походів Лейфа Щасливого інну встановили контакти з норманами з Гренландії.
На початку XVI ст. інну мали контакти з китобоями, рибалками та піратами з Гасконі, Бретоні, Нормандії, Шотландії, Португалії, області басків. Їх стійбище Тандуссак на північному березі річки Св. Лаврентія недалеко від гирла річки Сагеней було головним пунктом торгівлі хутром з європейцями протягом усього XVI століття. Починають проникати католицькі місіонери.
У 1609 році за підтримки французів на чолі із Самуелєм де Шампленом поблизу сучасного м. Тікандерога вони завдають поразки одному зі східних племен ірокезів і встановлюють контроль над рікою Св. Лаврентія. Незабаром територія в районі річки Сагеней стає місцем міжплемінний боротьби за лідерство в торгівлі хутром з європейцями, зокрема з французами. Відома як Боброві війни. Інну в союзі з племенами атікамек, малесіти і алгонкинів вступають в боротьбу з ірокезами та мікмаками.
В 1637 ірокези, спираючись на підтримку англійців, відтіснили інну на схід до Квебеку, а в 1642 році вигнали їх остаточно з верхів'я річки Св. Лаврентія. Кінець набігам ірокезів на інну поклала колонізація французами берегів річки Св. Лаврентія. Боротьба завершилася підписання у 1701 році «великого миру» в Монреалі.
Наприкінці XVII ст. конкурентами французьких торговців стають англійці, які потрапляють на Лабрадор через Гудзонову протоку. Надалі інну боролися проти союзних англійцям племен під час Семирічної війни. Після приєднання у 1763 році цих земель до Великої Британії, релігійний та економічний тиск на інну посилився. Негативно на їх становищі позначилася Війна за незалежність США, Війна між США та Великою Британією 1812—1814 років, голод 1817 року.
У 1-й пол. XX ст. посилюються претензії європейців на землі інну, оскільки англійські компанії стали цікавити корисні копалини та лісові масиви можливі для обробки. 1927 року ці землі були поділені комітетом Таємної ради в Лондоні так, що частина інну виявилася у франкомовному Квебеку, який належав Канадському домініону, частина — в англомовному Лабрадорі, який належав домініону Ньюфаундленд. Водночас посилюється місіонерство серед інну католиків, моравських братів та англіканської церкви.
Оскільки інну майже єдині індіанські народи, які не уклали угоди про передачі своєї землі європейцям (вона була захоплена), то на інну не розповсюджувалася дія закону про індіанців. Лише у 2002 році інну стали підпадати під цей закон, забезпечивши їх права.

## Розселення та демографія

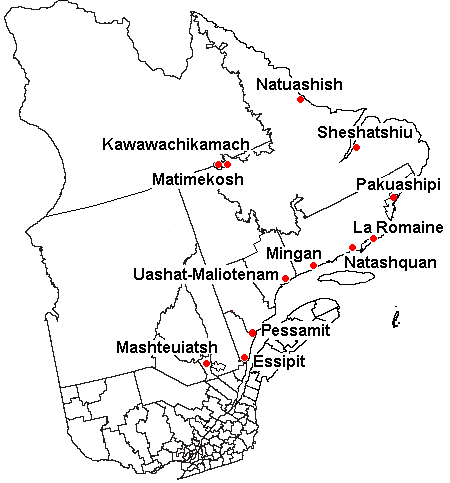
Поселення інну

Населяють південну і східну частини півострова Лабрадор в канадських провінціях Ньюфаундленд і Квебек. 14 резервацій (11 в Квебеку, 3 — Лабрадорі) цього народу займають територію площею 38 га.
Загальна чисельність відповідно до перепису 2010 року становить 19 612 осіб (17 517 — в Квебеку, 2095 — на Лабрадорі). Спостергіється поступове зростання населення: від 12 тис. у 1990-х роках, до 17 тис. у 2001—2002 роках.
Південні громади інну традиційно називаються монтаньє, а північні — наскапі. «Монтаньє» в перекладі з французької мови означає «горяни». Назва «наскапі» походить від «унаскапіуак» з мови монтаньє, що означає «грубі, нецивілізовані люди» або «люди, що носять грубий одяг». Заведено позначати монтаньє та наскапі як єдину спільноту у зв'язку з відсутністю чіткої межі між ними.

## Мова
Інну розмовляють мовами монтаньє-наскапі, що належать до мови крі. Також володіють англійською та французькою мовами. Від слова з говірки монтаньє походить назва провінції Квебек.

## Культура

### Побут та звичаї
Цей народ належить до ареалу тайгових мисливців, рибалок, збирачів. Протягом практично усього свого існування полювали на карібу, лосів, оленів, ведмедів, бобрів (інших хутряних тварин — бабаків, вивірок, лисиць, куниць), голкошерстів, зайців, інколи моржів, а також диких птахів — гусей, качок, чирків, гагар, дикуш, вальдшнепів, бекасів, куріпок. Деякі прибережні клани займалися сільським господарством, рибальством (виловлювали осетрових, лососевих, щук, судаків, сомів), вкрай рідко полюванням на китів, а також добуванням кленового сиропу. М'ясо та рибу смажили, варили та коптили. Зберігали у замороженому вигляді.
Це все робили чоловіки. Жінки відповідали за зберігання здобичі, приготування їжі, виробляли одяг, обробляли хутро. Серед традицій тривалий час зберігався звичай робити дитячі ляльки, які зберігалися у дівчат до шлюбу. Чоловіки носять довге волосся, що спадає униз. Жінки традиційно також мають довге волосся або у вигляді двох котушок.
До 2-ї пол. XX ст. інну вели спосіб життя кочових мисливців. У 1950-1970-х роках канадська влада здійснила програму поселення цього народу в селища для постійного проживання, що призвело до руйнування традиційної системи життєзабезпечення інну, а це своєю чергою призвело до погіршення соціально-культурного клімату серед членів народності, зокрема до поширення алкоголізму, збільшенню кількості самогубств. З огляду на це урядом Канади з 1998 року були прийняті кроки, спрямовані на покращення ситуації. Ознаки цього стали помітні в поліпшені демографічної ситуації у 2010-х роках.

### Вірування
Дотримуються давньої віри — анамізму, водночас належать на різних конфесій християнства.

### Одяг
Чоловіки носили штани і чоботи з оленячої шкіри. Жінки — довгі сукні з оленячої шкіри і мокасини. З початком торгівлі тканинами з французькими та англійськими поселенцями, інну почали замінювати шкіряний одяг на одяг з тканини. Проте це могли дозволити лише вожді та їхні родичі. Чоловіки й жінки носили намисто з кістки або бісеру, видатні мисливці — з зубів або пазурів ведмедів.
Натепер більшість племені досі носять чоботи і штани, виготовлені зі шкіри карибу. Нині жінки як саморобний одяг зі шкіри, так й придбаний у крамницях (з тканини).

### Житло
У кожного з субетносів застосовувалася своя форма будинків. Монтаньє зводили конусоподібні оселі, наскапі — куполоподібні. Усі були вкриті оленячими шкірами, в центрі розташовувалася піч. В давнину топили піч жиром ссавців.

## Популярна культура
В основі сюжету канадської драми «Майна» лежить зустріч між індіанцями інну та їхніми сусідами інуїтами, через що виникає проблема подолання культурних розбіжностей і взаємної недовіри.